# Crime de responsabilidade
Crime de responsabilidade é uma ação ilícita cometida por um agente político. Equivale ao termo "high crimes and misdemeanors" do direito anglo-saxão.

## Brasil
Essa espécie de infração está prevista na Constituição brasileira de 1988: 
Art. 85. São crimes de responsabilidade os atos do Presidente da República que atentem contra a Constituição Federal e, especialmente, contra:
I - a existência da União;
II - o livre exercício do Poder Legislativo, do Poder Judiciário, do Ministério Público e dos Poderes constitucionais das unidades da Federação;
III - o exercício dos direitos políticos, individuais e sociais;
IV - a segurança interna do País;
V - a probidade na administração;
VI - a lei orçamentária;
VII - o cumprimento das leis e das decisões judiciais.
No âmbito infraconstitucional, a Lei nº 1.079/50 regula o crime de responsabilidade cometido por presidente da República, ministros de Estado e do Supremo Tribunal Federal, governadores e secretários de Estado: 
Art. 1º São crimes de responsabilidade os que esta lei especifica.
Art. 2º Os crimes definidos nesta lei, ainda quando simplesmente tentados, são passíveis da pena de perda do cargo, com inabilitação, até cinco anos, para o exercício de qualquer função pública, imposta pelo Senado Federal nos processos contra o Presidente da República ou Ministros de Estado, contra os Ministros do Supremo Tribunal Federal ou contra o Procurador Geral da República.
Art. 3º A imposição da pena referida no artigo anterior não exclui o processo e julgamento do acusado por crime comum, na justiça ordinária, nos termos das leis de processo penal.
Após julgamento, o político pode perder seu cargo, bem como a inabilitação para cargos públicos no futuro.
No tocante ao nível municipal, o Decreto-Lei nº 201/1950 estabelece em seu art. 1º quais são os crimes de responsabilidade passíveis de cometimento pelos prefeitos e vereadores.